# Pristis aquitanicus
Pristis aquitanicus es una especie extinta de pez sierra de la familia Pristidae. Según la Paleobiology Database, estuvo durante la época del Mioceno.